# Anoeconeossa pectinata
Anoeconeossa pectinata är en insektsart som beskrevs av Taylor 1987. Anoeconeossa pectinata ingår i släktet Anoeconeossa och familjen rundbladloppor. Inga underarter finns listade i Catalogue of Life.